# فلزات واسطه داخلی

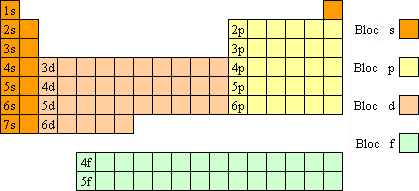
تصویری از جدول تناوبی فلزات

بلوک اف بخشی از جدول تناوبی است که شامل عناصری می‌شود که زیرلایهٔ اف آن‌ها در حال پر شدن باشد. به این عناصر فلزات واسطه داخلی نیز می‌گویند. عناصر دو دستهٔ لانتانیدها و آکتینیدها به جز لوتتیم و لورنسیم جزو بلوک اف هستند.
این عناصر که الکترونهای متمایزکننده اتم آنها، در ترازهای n-2)F) لایه ظرفیت که ترازهای نسبتاً درونی‌اند قرار می‌گیرند، به عناصر واسطه داخلی معروفند و جزو عنصرهای گروه III B(گروه سوم) در جدول تناوبی می‌باشند و دو ردیف متمایز از عنصرهای واسطه را شامل می‌شوند که عبارتند از اکتنیدها و لانتانیدها. عناصر دستهٔ اول خواصی مشابه فلز لانتان دارند و به لانتانیدها مشهور هستند و عناصر دستهٔ دوم خواصی مشابه فلز اکتینیم دارند و به اکتینیدها معروف شده‌اند.
از آن جا که قرار دادن لانتانیدها و اکتینیدها در خانه‌های پلاک ۵۷ و ۸۹ میسرنمی شد، این دو گروه در پایین جدول تناوبی و به صورت جداگانه اما با ارجاع به دو عنصر لانتانیم (لانتان) و اکتینیم قرارگرفته‌اند.

## لانتانیدها
در این عناصر زیرلایهٔ ۴f در حال پرشدن می‌باشد و شامل عناصر از عدد اتمی ۵۷ تا ۷۱ می‌باشند. این عناصر براق و واکنش‌پذیری شیمیایی قابل توجهی دارند و نسبتاً عناصری چگالند.

## اکتینیدها
در این عناصر زیرلایهٔ ۵f در حال پرشدن می‌باشد و شامل عناصر از عدد اتمی ۸۹ تا ۱۰۳ می‌باشد، برای مطالعهٔ اکتینیدها ساختارهسته نسبت به آرایش الکترونی عناصر از اهمیت بیشتری برخوردار می‌باشد، مشهورترین اکتینید که امروزه بحث‌های زیادی را در اقتصاد و سیاست و علم به خود اختصاص داده‌است اورانیوم می‌باشد که از آن انواع استفاده‌های صلح‌آمیز و غیر صلح‌آمیز (برای ساخت سلاح‌های اتمی) می‌شود. تمامی این عناصر بجز ۳ عنصر اول یعنی اورانیوم و توریم و پروتاکتینیم بقیه در آزمایشگاه ساخته شده‌اند. پلوتونیم به مقدار بسیار ناچیزی در سنگ‌های اورانیوم دار پیدا شده‌است. این عناصر همگی رادیو اکتیو و چگالند.
| لانتانیدها | ۵۷ La | ۵۸ Ce | ۵۹ Pr | ۶۰ Nd | ۶۱ Pm | ۶۲ Sm | ۶۳ Eu | ۶۴ Gd | ۶۵ Tb | ۶۶ Dy | ۶۷ Ho | ۶۸ Er  | ۶۹ Tm  | ۷۰ Yb  | ۷۱ Lu  |
| آکتینیدها  | ۸۹ Ac | ۹۰ Th | ۹۱ Pa | ۹۲ U  | ۹۳ Np | ۹۴ Pu | ۹۵ Am | ۹۶ Cm | ۹۷ Bk | ۹۸ Cf | ۹۹ Es | ۱۰۰ Fm | ۱۰۱ Md | ۱۰۲ No | ۱۰۳ Lr |